# کتی بیکر
کتی بیکر (به انگلیسی: Kathy Baker) (زاده ۸ ژوئن ۱۹۵۰) بازیگر آمریکایی است.

## گزیده فیلم‌شناسی
- ادوارد دست‌قیچی
- همه مردان پادشاه
- کوهستان سرد
- رفتن از ۱۳ به ۳۰
- نجات آقای بنکس
- مانک
- ذهن‌های مجرم
- حصار چوبی
- معجزه بزرگ
- بازگشت به صفر
- مردان واقعی
- سایه‌های ری
- بلوار
- قوانین خانه سایدر
- جس استون: بدون پشیمانی
- جس استون: یخ نازک
- جس استون: فایده شک
- جس استون: تغییر اساسی
- جس استون: از دست دادن معصومیت‌ها
- چاقوی ضامن دار
- آخرین شانس هاروی
- روزگار آدلین
- نه زندگی
- آناتومی گری
- چیزهایی …
- اختراع ابوت‌ها
- پاک و هوشیار
- واعظ مسلسل به دست
- به جیلیان
- جنیفر ۸